# Jurij Trifonov
Jurij Valentinovič Trifonov (28. srpna 1925 Moskva – 28. března 1981 Moskva) byl významný sovětský prozaik a básník poválečného období, redaktor a představitel tzv. městské prózy. Ve svých dílech často líčil život a psychiku sovětského intelektuála v období brežněvské stagnace. Vášeň ke sportu ho přivedla ke sportovní žurnalistice, své eseje a reportáže ze sportovního prostředí publikoval v novinách Sovětskij sport (Советский спорт) či v časopise Fizkultura i sport (Физкультура и спорт). Za svůj román Studěnty (Студенты, 1950) obdržel Stalinovu cenu.

## Život

### Rodina adětství
Jurij Valentinovič Trifonov se narodil do rodiny přesvědčených bolševiků. Jeho otec Valentin Andrejevič Trifonov byl známý revolucionář a účastník ruské občanské války, jeho matka Evgenia Abramovna Lurie byla specialistkou na hospodářská zvířata a dětskou spisovatelkou (pseudonym Evgenia Tajurina).
Ve Jurijových 12 letech byl jeho otec zatčen a popraven, matka byla deportována. Spolu s jeho sestrou ho začala vychovávat babička Taťána Alexandrovna Lurie. Velkou vlasteneckou válku prožil v evakuaci v Taškentu, kde se mu podařilo dokončit středoškolská studia. Kvůli aktivitě svých rodičů nemohl studovat na univerzitě, a proto vystřídal řadu fyzických prací. Po návratu do Moskvy působil jako mechanik v leteckém závodě, později se stal zámečníkem, dispečerem a redaktorem závodního časopisu.

### Spisovatelská dráha
V roce 1944 se rozhodl věnovat své literární zálibě, která ho doprovázela již od středoškolských studií, a začal studovat na Literárním institutu Gorkého, kde navštěvoval semináře Konstantina Alexandroviče Fedina. Na spisovatelskou dráhu definitivně vkročil v roce 1950, kdy v časopise Novyj mir (Новый мир) uveřejnil svoji první povídku Studěnty (Студенты), která sklidila hlasitý úspěch.
I přes tragédii v osobním životě, kdy mu náhle zemřela jeho první žena, talentovaná zpěvačka Velkého divadla Nina Nelina, nevystoupil ze své úlohy spisovatele. Na pozvání své sestry odcestoval do Turkmenistánu a své dojmy později zachytil ve sbírce povídek Pod sluncem (Под солнцем, 1959) či románu Konec žízně (Утоление жажды, 1963). Od konce 60. let začal pracovat na cyklu tzv. moskevských povídek. K nejznámějším z nich patří Výměna (Обмен, 1969) a Dům na nábřeží (Дом на набережной, 1976).
V roce 1980 byl spisovatelem Heinrichem Böllem navržen na nominaci Nobelovy ceny za literaturu. Zemřel na plicní embolii dne 28. března 1981, pochován je na Kuncevském hřbitově v Moskvě.